# Вудворд, Нил Уитни
Нил Вудворд (англ. Woodward Neil W.; род. 26 июля 1962, Чикаго, США) — кандидат в космонавты США.

## Биография
Родился 26 июля 1962 года в городе Чикаго (штат Иллинойс, США). В 1980 году окончил школу Putnam City High School в городе Оклахома-Сити (штат Оклахома, США). В 1984 году окончил Массачусетский технологический институт и получил степень бакалавра по физике. В 1988 году доучился до степени магистра по физике в Университете штата Техас. По окончании учебы, служил в проектном авиационном центре Военно-морского флота США в городе Потуксент Ривер (штат Мэриленд, США). 5 июня 1998 года зачислен в отряд космонавтов NASA (1998 Группа NASA # 17).

## Медали и награды
- Почетный выпускник американской Военно-морской Школы летчиков-испытателей
- Navy Commendation Medals
- Navy Achievement Medals